# Dovydas Nemeravičius

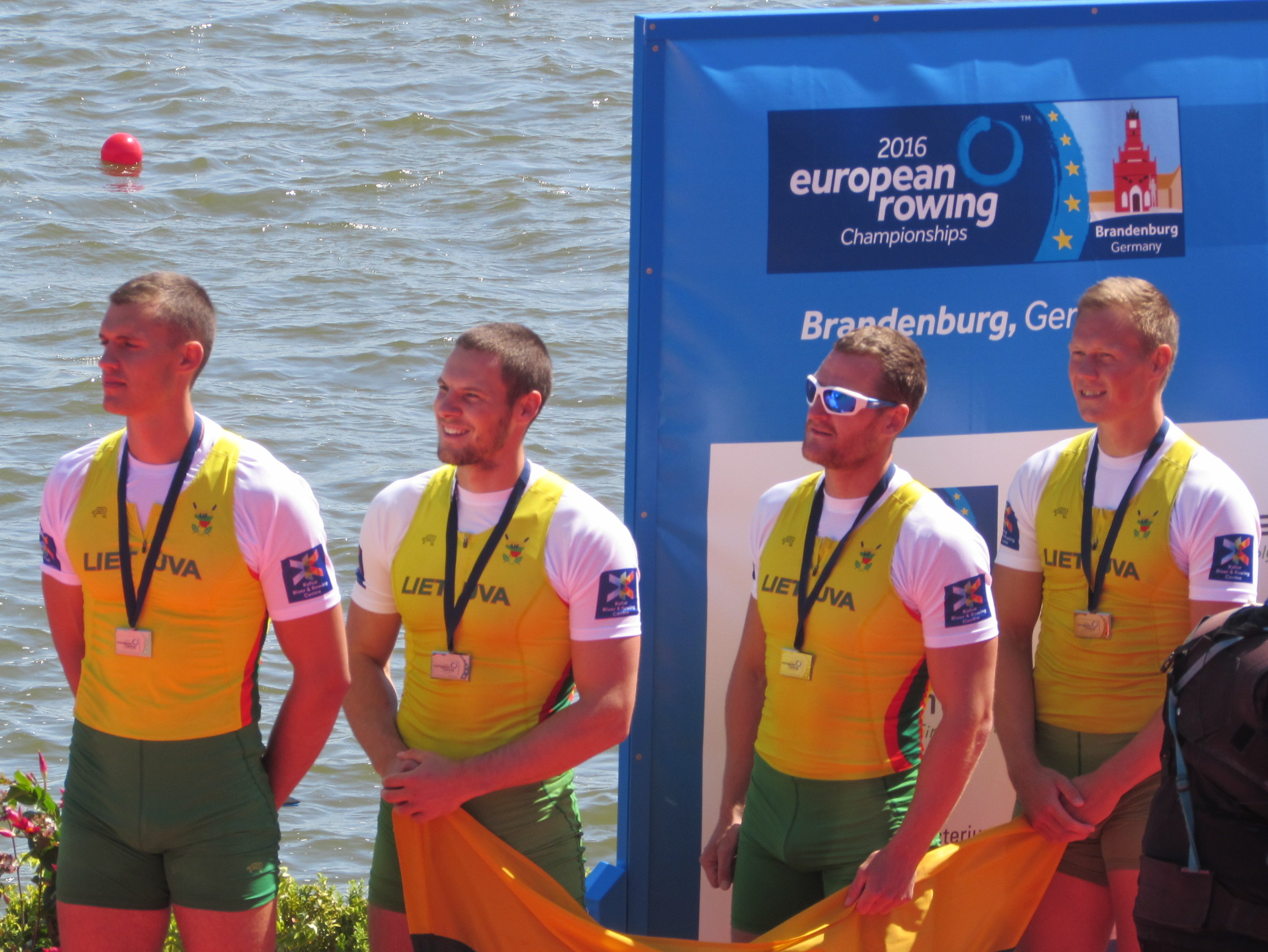
Der litauische Doppelvierer bei der Ruder-EM 2016:Dovydas Nemeravičius, Martynas Džiaugys, Dominykas Jančionis, Aurimas Adomavičius (von rechts nach links)

Dovydas Nemeravičius (* 11. Dezember 1996 in Kaunas) ist ein litauischer Ruderer.

## Erfolge
Dovydas Nemeravičius rudert seit 2011. 2013 nahm er mit dem litauischen Doppelvierer an den Junioren-Weltmeisterschaften im litauischen Trakai teil, belegte aber nur den 21. Platz. Im Jahr darauf gewann Nemeravičius bei der Junioren-Weltmeisterschaft in Hamburg zusammen mit Armandas Kelmelis im Doppelzweier die Silbermedaille. 2015 startete Nemeravičius im Einer bei den U23-Weltmeisterschaften und belegte den neunten Platz. 
Bei den Europameisterschaften 2016 bildeten Dovydas Nemeravičius, Martynas Džiaugys, Dominykas Jančionis und Aurimas Adomavičius den litauischen Doppelvierer, der die Silbermedaille hinter dem estnischen Boot gewann. In dieser Besetzung trat der Doppelvierer auch bei den Olympischen Spielen 2016 in Rio de Janeiro an und belegte den neunten Platz unter zehn teilnehmenden Booten. 
2017 kam Rolandas Maščinskas für Dominykas Jančionis in den Doppelvierer. Diese Crew gewann beim Weltcup-Auftakt in Belgrad und siegte dann auch bei den Europameisterschaften. Bei den U23-Weltmeisterschaften 2017 traten Dovydas Nemeravičius und Armandas Kelmelis im Doppelzweier an und gewannen die Bronzemedaille. Bei den Weltmeisterschaften 2017 saß Nemeravičius wieder im Doppelvierer, der den Titel vor den Booten aus dem Vereinigten Königreich und aus Estland gewann. 2018 siegte bei den Europameisterschaften in Glasgow der Doppelvierer aus Italien vor den Litauern, die in der Aufstellung Dovydas Nemeravičius, Saulius Ritter, Rolandas Maščinskas und Aurimas Adomavičius antraten. 2019 traten Ritter und Nemeravičius im Doppelzweier an, erreichten aber weder bei den Europameisterschaften noch beiden Weltmeisterschaften das A-Finale. 2020 ruderten Dovydas Nemeravičius, Martynas Džiaugys, Dominykas Jančionis und Aurimas Adomavičius im Doppelvierer zur Bronzemedaille bei den Europameisterschaften in Posen. Bei den Olympischen Spielen in Tokio belegte Nemeravičius mit dem litauischen Doppelvierer den zehnten und letzten Platz.
2022 bildete Nemeravičius einen Doppelzweier mit Armandas Kelmelis, die beiden gewannen die Bronzemedaille bei den Europameisterschaften in München hinter den Booten aus Kroatien und Spanien.